# Polina Osipenko
Polina Denisovna Osipenko rođena Denisovna (ruski: Поли́на Дени́совна Осипе́нко; Novospasovka, kraj Berdjanska, 8. listopada 1907. – Rjazanjska oblast, 11. svibnja 1939.), sovjetska pilotkinja i jedna od tri žene koje su 1938. godine prve proglašene za heroje Sovjetskog Saveza.

## Životopis
Polina Denisova je rođena 8. listopada 1907. godine u selu Novospasovka u Zaporožju. Bila je deveto dijete u mnogočlanoj seljačkoj obitelji. Nakon završene osnovne škole, 1918. godine pohađala je tečajeve stočarstva i potom je radila u kolhozu za uzgoj stoke. Od 1927. godine je radila u kolhozu „Put u socijalizam”. Godine 1930. je diplomirala na predmetima iz uzgoja stoke u Berdjansku, pa je nakon toga bila šef kolhoza.
Godine 1926. se udala za Stepana Goviaza, vojnog pilota. U travnju 1931. je napustila posao u kolhozu i otišla u Kaču, kraj Sevastopolja, gdje je njezin suprug bio na službi. Prvobitno je radila kao konobarica u Pilotskoj školi. Tu je zavoljela zrakoplovstvo, pa ju je suprug Stepan pripremao da pođe u vojnu školu u Kači. Ubrzo nako toga njezin suprug je bio poslan na službu u Rostovsku oblast (kasnije je bio uhićen i umro je u radnom logoru). U članstvo Svesavezne komunističke partije (boljševika) bila je primljena 1932. godine.
Njezin prvi pokušaj da upiše Kčinsko više vojno zrakoplovno učilište pilota bilo je bezuspješno. Pošto se škola nalazila na nekoliko lokacija, doručak je pitomcima i nastavnicima bio nošen avionom svakog dana. Pošto je Polina radila u restoranu ona je bila zadužena da sa pilotima raznosi hranu. Prilikom ovih letova na avionu UT-2 instruktori letenja su dopuštali Polini da se brine o upravljanju. Tako je uspjela naučiti kontrolirati avion UT-2. Prilikom posjeta narodnog komesara za vojna i pomorska pitanja Klimenta Vorošilova ovoj pilotskoj školi Polina ga je molila da joj odobri da upiše školu i on joj je dao dozvolu.
Diplomirala je 1933. godine i nakon toga je službovala kao pilotkinja i zapovjednica veze u borbenom zrakoplovstvu u Harkovu, Kijevu i Moskvi. Tada se upoznala s mladim pilotom, a kasnije generalom zrakoplovstva Aleksandrom Osipenkom i 1935. godine se udala za njega. Godine 1937. je uspostavila četiri svjetska rekorda na hidroavionu MBR-2, a svibnja iste godine još tri rekorda u visini i nosivosti. U srpnju 1938. godine je predvodila neprekidni let između Sevastopolja i Arhangeljska.
Kao jedna od najboljih žena pilota u Sovjetskom Savezu, rujna 1938. godine je zajedno sa Valentinom Grizodubovom, koja je bila vođa leta i Marinom Raskovom, navigatoricom, bila uključena u posadu koja je na avionu ANT-37, od 24. do 25. rujna 1938. godine, izvršila neprekidni let od Moskve do Komsomoljska na Amuru (Daleki istok). One su tada postavile međunarodni rekord u ženskom letenju od 26 sati i 29 minuta, preletjevši udaljenost od 6.450 km. Za izraženi heroizam tijekom izvršenja ovog podviga, odlukom Centralnog izvršnog komiteta SSSR 2. studenog 1938. godine, zajedno s Valentinom Grizodubovom i Marinom Raskovom dobila je počasno zvanje Heroja Sovjetskog Saveza i odlikovana je Ordenom Lenjina.
U listopadu 1938. godine je bila postavljena za pilota-inspektora za tehniku akrobacije i mentoricu borbenih letova u Moskovskom vojnom okrugu. U ožujku 1939. godine je bila delegat na Osamnaestom kongresu SKP(b). Iste godine je bila unaprijeđena u čin bojnice.
Poginula je u avionskoj nesreći 11. svibnja 1939. godine u obavljanju trenažnog leta. Zajedno s njom stradao je i šef Glavne pilotske inspekcije sovjetskog ratnog zrakoplovstva pukovnik Anatolij Serov (1910. – 1939.), također Heroj Sovjetskog Saveza. Njihov avon pao je na području Rjazanjske oblasti.
Nakon pogibije njihove urne su sa najvišim počastima bile sahranjene u Kremaljskoj nekropoli na Crvenom trgu u Moskvi.

## Odličja i spomen
Polina Osipenko je bila dobitnica nekoliko odličja Sovjetskog Saveza. Zvanje Heroja Sovjetskog Saveza je dobila 2. studenog 1938. godine i bila je druga žena proglašena za Heroja SSSR. Zbog tragične pogibije, nikada joj nije bila uručena Medalja Zlatna zvijezda, koja se počela dodjeljivati u studenome 1939. godine kao simbol heroja SSSR. Njoj je bila namijenjena medalja broj 105.
Prilikom dodjele zvanja heroja SSSR, 2. studenog 1938. godine automatski je dobila i Orden Lenjina, a nešto ranije iste godine, 15. srpnja je također bila odlikovana Ordenom Lenjina. Pored dva Ordena Lenjina bila je nositeljica i Ordena crvene zastave za rad, kojim je odlikovana 26. prosinca 1936. godine.
Njezin drugi suprug Aleksandar Osipenko, sudjelovao je od siječnja do lipnja 1938. godine u Španjolskom građanskom ratu. Za svoje pilotske zasluge i iskazani heroizam u borbi, on je 22. veljače 1939. godine bio proglašen za heroja Sovjetskog Saveza. Polina i Aleksandar su tada postali prvi bračni par u kome su oboje supružnika bili heroji Sovjetskog Saveza.
U znak sjećanja na Polinu Osipenku njezino rodno selo Novospasovka u Zaporožju je 1939. godine preimenovano u Osipenko. Također, njezinim imenom je nazvano i selo Osipenko formirano 1940. godine u blizini Sevastopolja. Od 1939. do 1958. godine njezino ime nosio je grad Berdjansk u Ukrajinskoj SSR.

## Vanjske poveznice
- (rus.) Životopis Poline Osipenko na stranici Heroji zemlje